# Uresiphita hemiclista
Uresiphita hemiclista là một loài bướm đêm trong họ Crambidae.